# F1 Pole Position
F1 Pole Position (au Japon Human Grand Prix sur Super Nintendo et Nakajima Satoru Kanshuu F-1 Hero GB '92 sur Game Boy) est un jeu vidéo sorti en 1993 sur Super Nintendo. Cette simulation de Formule 1 utilise le Mode 7.
Le jeu reprend la saison 1992 et les 16 grand prix qu’elle compte.
Le jeu possédant les licences de la FIA et de la FOCA, on y retrouve 14 véritables pilotes issus de 7 écuries ayant concouru le championnat 1992. Parmi les pilotes présents figure Mark Blundell, pilote essayeur pour McLaren Racing n'ayant disputé aucun grand prix cette année-là. Sa présence dans le jeu est due à l'impossibilité pour les développeurs d'inclure Ayrton Senna, dont les droits étaient détenus par Sega et son jeu Super Monaco GP II.
Une suite sort un an plus tard, F1 Pole Position 2, basée sur la saison 1993 de Formule 1.

## Pilotes et écuries
| Écurie            | Pilote             |
| ----------------- | ------------------ |
| Williams F1 Team  | Nigel Mansell      |
| Williams F1 Team  | Riccardo Patrese   |
| Footwork Racing   | Michele Alboreto   |
| Footwork Racing   | Aguri Suzuki       |
| Benetton Formula  | Michael Schumacher |
| Benetton Formula  | Martin Brundle     |
| McLaren Racing    | Mark Blundell      |
| McLaren Racing    | Gerhard Berger     |
| Jordan Grand Prix | Stefano Modena     |
| Jordan Grand Prix | Mauricio Gugelmin  |
| Scuderia Ferrari  | Jean Alesi         |
| Scuderia Ferrari  | Ivan Capelli       |
| Venturi           | Bertrand Gachot    |
| Venturi           | Ukyo Katayama      |